# حفره جنبی
حفره جنب، فضای جنب یا فضای پلورال فضای بالقوه میان دو لایه پرده جنب (پلور) است که هر ریه را احاطه کرده‌است. مقدار کمی از مایع جنب سروزی در حفره پلور وجود دارد تا حرکت بین دو لایه آسان و همچنین مقداری گرادیان فشار ایجاد شود.
غشای سروزی که سطح ریه را می‌پوشاند، پلور احشایی است که با لایه‌ای از مایع جنب در حفره پلور از غشای خارجی به نام پلور جداری جدا می‌شود. پلور احشایی شکاف‌های ریه و ریشه ساختارهای ریه را دنبال می‌کند. پلور جداری به میان‌سینه، سطح فوقانی دیافراگم و به داخل قفسه سینه متصل است.

## بیماری‌ها
بیماری‌های حفره جنب عبارتند از:
- پنوموتوراکس (هواجنبی): مجموعه‌ای از هوا در داخل حفره پلور
- پلورال افیوژن: تجمع مایع در فضای پلور.
- تومورهای پلور: رشد غیرطبیعی روی پلور.
- امپیم: تجمع چرک در جنب که باعث چسبندگی دو لایه ی جنب و سختی تنفس میشود.
- هموتوراکس : تجمع خون در توراکس.